# 拉雷多 (密蘇里州)
拉雷多（英語：Laredo）是位於美國密蘇里州格蘭迪縣的城市。

## 人口
根據2020年美國人口普查的數據，拉雷多的面積為0.71平方千米，皆為陸地。當地共有人口156人，而人口密度為每平方千米220人。